# 広閑院
広閑院（こうかんいん）は、東京都港区にある浄土宗の寺院。

## 歴史
1629年（寛永6年）、定誉広閑によって開山された。深川霊巌寺の塔頭として創建され、「元八庵」という名称であった。
明治になり独立寺院となったが、檀家は10家程度で運営が厳しく、隣の安民寺（神田寺の前身）が兼任している状態であった。中興となる妙運尼は、当院を譲り受け、現在地に移転した。これが現在の広閑院である。

## 中興・妙運尼
妙運尼（みょううんに）は、明治時代の浄土宗の尼僧。俗名を「今泉歌子」といい、安政元年（1854年）に日本橋横山町の坂庄兵衛の三女として生れた。のち京橋区の船具商の今泉總兵衛に嫁いだ。1881年（明治14年）11月、總兵衛病歿の後、姑の面倒をみながら家政を挽回したことで賢婦人の誉れ高かった。歌子は次第に仏門を志すようになり、小松宮家に仕えていた植草智運（名は道子、安政3年（1856年）- 1921年（大正10年）5月25日。戒名は安蓮社樂譽上人道阿歌成智運法尼。）と共に1894年（明治27年）1月、麻布笄町の繁成寺（実業家の安川繁成開基）で出家し、小石川区表町にあった浄土宗學尼衆教場に4年間通学した。1897年に卒業後、小石川伝通院に於て共に三昧相承を了し、それより満千日の間全国の霊場を巡拝し、満願の後現在の地に一宇を建立した。1902年6月15日に入仏式を執り行った。妙運は1934年（昭和9年）10月5日寂。戒名は今蓮社泉譽上人生阿露潤妙運法尼。青山霊園に葬られた。

## 交通アクセス
- 乃木坂駅より徒歩9分。